# Физико-технологический институт РАН
Физико-технологический институт (ФТИАН) — институт Отделения нанотехнологий и информационных технологий Российской академии наук.
С мая 2017 года директор Физико-технологического института — член-корреспондент РАН, доктор физико-математических наук Владимир Фёдорович Лукичёв.

## Научные подразделения
- Лаборатория математического моделирования физико-технологических процессов микроэлектроники (ММФТПМ)
- Лаборатория микроструктурирования и субмикронных приборов (МССП)
- Лаборатория субмикронной литографии (СЛ)
- Лаборатория физики поверхности и микроэлектронных структур (ФПМС)
- Лаборатория физических основ квантовых вычислений

## Проекты и исследования
- Ионно-лучевые технологии
- Плазмохимическое травление — технология создания элементов МЭМС и НЭМС

## История ФТИАН
Создан в 1988 году на базе Отдела микроэлектроники Института общей физики АН СССР.
Присвоено имя К.А. Валиева в 2019 году.
В марте 2023 года перешёл под управление Курчатовского института 

## Руководители института
- академик Камиль Ахметович Валиев (1988—2005);
- академик Орликовский Александр Александрович (2005—2017);
- член-корреспондент РАН, д.ф.-м.н. Владимир Фёдорович Лукичев (май 2017 — н.в.).

## Санкции
Из-за вторжения России на Украину институт находится под санкциями всех стран Евросоюза, Канады и США.
В 2022 году институт был включен в санкционные списки США , «за приобретение и попытку приобретения предметов американского происхождения для поддержки российских вооруженных сил, а также их участие в разработке технологий квантовых вычислений, которые будут способствовать злонамеренной кибердеятельности России или иным образом важны для России в развитии передовых производственных и опытно-конструкторских возможностей».